# Фелпс, Оливер
О́ливер Ма́ртин Джон Фелпс (англ. Oliver Martyn John Phelps; род. 25 февраля 1986, Бирмингем, Великобритания) — британский актёр. Наиболее известен по роли Джорджа Уизли, в экранизации серии книг Джоан Роулинг о «Гарри Поттере».

## Ранняя жизнь
Фелпс родился 25 февраля 1986 года в городе Саттон-Колдфилд, Бирмингем, Великобритания на 13 минут раньше своего брата-близнеца Джеймса. Вместе с братом являются единственными детьми в семье Мартина Фелпса и Сьюзен (урождённая Спейр). Вместе с братом посещали начальную школу Литл-Саттон и старшую школу Артура Терри.

## Общественная позиция
В 2022 году после полномасштабного вторжения России на Украину Оливер Фелпс поддержал Украину. Актёр приобрел футболку «Руки прочь от Украины» и призвал своих подписчиков присоединиться к поддержке Украины.

## Фильмография
| Год  |     | Русское название                       | Оригинальное название                             | Роль                   |
| ---- | --- | -------------------------------------- | ------------------------------------------------- | ---------------------- |
| 2001 | ф   | Гарри Поттер и философский камень      | Harry Potter and the Philosopher's Stone          | Джордж Уизли           |
| 2002 | ф   | Гарри Поттер и тайная комната          | Harry Potter and the Chamber of Secrets           | Джордж Уизли           |
| 2004 | ф   | Гарри Поттер и узник Азкабана          | Harry Potter and the Prisoner of Azkaban          | Джордж Уизли           |
| 2005 | ф   | Гарри Поттер и Кубок огня              | Harry Potter and the Goblet of Fire               | Джордж Уизли           |
| 2007 | ф   | Гарри Поттер и Орден Феникса           | Harry Potter and the Order of the Phoenix         | Джордж Уизли           |
| 2007 | ки  | Гарри Поттер и Орден Феникса           | Harry Potter and the Order of the Phoenix         | Джордж Уизли (озвучка) |
| 2009 | кор |                                        | A Mind's Eye                                      | Стэнли Ту              |
| 2009 | с   | Питер Кингдом вас не бросит            | Kingdom                                           | Финлей Андерсон        |
| 2009 | ф   | Гарри Поттер и Принц-полукровка        | Harry Potter and the Half-Blood Prince            | Джордж Уизли           |
| 2010 | кор | Гарри Поттер и запрещённое приключение | Harry Potter and the Forbidden Journey            | Джордж Уизли           |
| 2010 | ф   | Гарри Поттер и Дары Смерти. Часть 1    | Harry Potter and the Deathly Hallows – Part 1     | Джордж Уизли           |
| 2010 | ки  | Гарри Поттер и Дары Смерти. Часть 1    | Harry Potter and the Deathly Hallows – Part 1     | Джордж Уизли (озвучка) |
| 2011 | ф   | Гарри Поттер и Дары Смерти. Часть 2    | Harry Potter and the Deathly Hallows – Part 2     | Джордж Уизли           |
| 2013 | кор |                                        | Ears                                              | Мистер Уши             |
| 2014 | кор |                                        | Own Worst Enemy                                   | констебль Стройде      |
| 2014 | кор |                                        | The Hogwarts Express                              | Джордж Уизли           |
| 2015 | тф  |                                        | Danny and the Human Zoo                           | мистер Барри Картер    |
| 2019 | кор |                                        | 7 Days: The Story of Blind Dave Heeley            | доктор Мэтьюс          |
| 2021 | ф   | Прошлой ночью в Сохо                   | Last Night in Soho                                | Бен                    |
| 2022 | с   |                                        | Fantastic Friends                                 | камео                  |
| 2022 | ф   | Возвращение в Хогвартс                 | Harry Potter 20th Anniversary: Return to Hogwarts | камео                  |